# Селімов Альберт Шевкетович
Альбе́рт Шевке́тович Селімов (лезгин. Сели́мов Шевке́тан хва Альбе́рт, 5 квітня 1986, Каспійськ, Дагестан, СРСР) — азербайджанський, раніше російський боксер-любитель, чемпіон світу (2007), фіналіст чемпіонату світу (2015), чемпіон Європи (2006, 2010), 4-разовий чемпіон Росії (2006, 2007, 2009, 2011). Переможець Європейських ігор 2015 року.

## Любительська кар'єра

### Чемпіонат світу 2007
- Переміг Юліана Стана (Румунія) RSC-1
- Переміг Марселя Херфуха (Німеччина) PTS
- Переміг Баходира Султонова (Узбекистан) 24-9
- Переміг Рейнела Вільямса (США) 25-8
- Переміг Якупа Кіліча (Туреччина) відмова
- Переміг Василя Ломаченка (Україна) 16-11

### Олімпійські ігри 2008
- Програв Василю Ломаченку (Україна) 7-14

### Чемпіонат світу 2009
- Переміг Мухамеда Азіза (Афганістан) 25-1
- Переміг Еріка Бонеза (Еквадор) 18-0
- Переміг Сайлома Адрі (Таїланд) 14-8
- Переміг Евертона Лопеса (Бразилія) 17-2
- Програв Хосе Педрасі (Пуерто-Рико) 5-9

### Чемпіонат світу 2011
- Програв Ектору Манзанілла (Венесуела) DQ

### Чемпіонат світу 2015
- Переміг Сеана Маккомба (Ірландія) 2-1
- Переміг Софьяна Уміа (Франція) 3-0
- Переміг Робсона Консейсана (Бразилія) 3-0
- Програв Лазаро Альваресу (Куба) TKO

### Олімпійські ігри 2016
- Переміг Девіда Джойса (Ірландія) 3-0
- Програв Софьяну Уміа (Франція) 0-3

## Напівпрофесійна кар'єра
Брав участь у 3,4,5 сезонах Всесвітньої серії боксу (WSB) у складі команди з Азербайджану «Вогні Баку».